# NGC 7514
NGC 7514 est une galaxie spirale située dans la constellation de Pégase. Sa vitesse par rapport au fond diffus cosmologique est de 4 515 ± 25 km/s, ce qui correspond à une distance de Hubble de 66,6 ± 4,7 Mpc (∼217 millions d'al). NGC 7514 a été découverte par l'astronome français Édouard Stephan en 1876.
NGC 7514 présente une large raie HI. De plus, c'est une galaxie du champ, c'est-à-dire qu'elle n'appartient pas à un amas ou un groupe et qu'elle est donc gravitationnellement isolée.
À ce jour, sept mesures non basées sur le décalage vers le rouge (redshift) donnent une distance de 61,043 ± 2,959 Mpc (∼199 millions d'al), ce qui est à l'intérieur des valeurs de la distance de Hubble. Notons que c'est avec la valeur moyenne des mesures indépendantes, lorsqu'elles existent, que la base de données NASA/IPAC calcule le diamètre d'une galaxie et qu'en conséquence le diamètre de NGC 7415 pourrait être d'environ 31,0 kpc (∼101 000 al) si on utilisait la distance de Hubble pour le calculer.